# Culicoides forattinii
Culicoides forattinii är en tvåvingeart som beskrevs av Ortiz 1961. Culicoides forattinii ingår i släktet Culicoides och familjen svidknott.
Artens utbredningsområde är Venezuela. Inga underarter finns listade i Catalogue of Life.